# Warflame
Warflame is een computerspel voor de Commodore 64. Het spel werd ontwikkeld door Jason Kelk van TMR/Cosine en in 1996 uitgebracht door Commodore Zone/Binary Zone PD. Het spel is Engelstalig.